# Leo Schubert

Leo Schubert

Leo Schubert (* 9. April 1885 in Olbersdorf, Österreich-Ungarn; † 24. März 1968 in Düsseldorf) war ein sudetendeutscher Politiker (NSDAP). Er trug den Namenszusatz Glatz beziehungsweise ab 1941 Prag.

## Leben und Wirken
Schubert wurde als Sohn des Franz Schubert und seiner Frau Rosa geboren. Väterlicherseits waren seine Vorfahren Bauern in Thomasdorf am Fuße des Altvaters, mütterlicherseits Gärtner in Fulnek. In seiner Jugend besuchte Schubert die Volksschule und das Gymnasium. 1900 trat er in den Staatsdienst ein und arbeitete bis 1919 als Finanzbeamter in Fulnek. Als Mitglied des revolutionären sudetenländischen Landtages, der den Anschluss der Sudetengebiete an das Deutsche Reich forderte, wurde Schubert ohne Ruhegehalt aus dem Staatsdienst entlassen. Anschließend war er sieben Monate in Österreich tätig.
Politisch war Schubert seit 1906 in führender Stellung in der Deutschen Arbeiterpartei in Österreich tätig. 1918 beteiligte er sich an der Gründung der Deutschen Nationalsozialistischen Arbeiterpartei (DNSAP), für die er ab 1922 als Ortsgruppenleiter und Kreisleiter tätig wurde. Zudem gehörte er der Landesleitung Mährisch-Schlesien an und wurde stellvertretender Landesleiter der Partei. Schließlich wurde er in deren Reichsparteileitung berufen, war ab 1929 Hauptorganisationsleiter und auch beamteter Kreisleiter der Partei im Ostrauer Wahlkreis. Zudem übernahm er Funktionärsaufgaben als Leiter der Kommunalpolitik für das gesamte Sudetenland. Von Anfang 1920 bis Anfang Oktober 1933 war er zudem Bürgermeister von Fulnek, laut eigenen Angaben war er erster nationalsozialistischer Bürgermeister im Sudetengebiet. Von 1929 bis 1933, als die Partei verboten wurde, war er außerdem Vertreter der Partei im Tschechoslowakischen Abgeordnetenhaus in Prag. 
Aufgrund seiner politischen Tätigkeit war Schubert elf Monate lang im Gefängnis Pankrác inhaftiert, vor allem wegen seiner Tätigkeit als Führer des Volkssportverbandes. Am 14. September 1935 traf er als politischer Flüchtling in Deutschland an. Die deutsche Staatsbürgerschaft erhielt er am 14. November 1935. Zu dieser Zeit wurde er mit dem Amt des Bürgermeisters der schlesischen Stadt Glatz betraut, das er von Mai 1936 bis 1941 innehatte. Ferner erhielt er das Goldene Parteiabzeichen der NSDAP (Nr. 87).
Vom 29. März 1936 bis zum Ende der NS-Herrschaft im Frühjahr 1945 saß Schubert außerdem auf Reichswahlvorschlag im nationalsozialistischen Reichstag. Der SS trat er 1939 bei (SS-Nummer 314.988) und wurde im Juni 1941 bis zum Standartenführer befördert.
Von 1940 und 1942 war Schubert im Protektorat Böhmen und Mähren Landesvizepräsident für Böhmen. Im Juni 1942 wurde er aus seinem Amt abberufen, da er sich am Vermögen jüdischer Menschen bereichert hatte. Aus diesem Grund erhielt er im selben Jahr einen Verweis des Reichsführers SS Heinrich Himmler. Ab 1942 war er später Oberdirektor bei der Landeshypothekenbank für Böhmen, bis er 1943 in den Ruhestand versetzt wurde.
Gegen Ende des Zweiten Weltkrieges setzte sich Schubert nach Österreich ab und gelangte von dort Ende 1949 nach Westdeutschland.
Dort wurde Schubert Vorsitzender des Organisationsausschusses der Bundesleitung der Sudetendeutschen Landsmannschaft (SL) und Vorsitzender der Landesorganisation der SL in Nordrhein-Westfalen.

## Schriften
- Ratgeber für den Grund- und Hausbesitzer, Fulnek s. a. [1918]